# Ford Escort (China)
De Ford Escort is een auto uit de compacte middenklasse die door Ford sinds 2015 geproduceerd wordt. De wagen is exclusief voor China ontwikkeld.
Ford had de naam Escort al voor drie eerdere modellen gebruikt: eerst voor het stationwagenmodel van de Ford Anglia die in het Verenigd Koninkrijk van 1955 to 1961 verkocht werd, vervolgens voor de bekendere Europese Ford Escort die van 1968 tot 2001 aangeboden werd en ten slotte voor de Noord-Amerikaanse Ford Escort die tussen 1980 en 2003 verkocht werd.
De nieuwe Ford Escort werd in 2013 als conceptauto gepresenteerd tijdens de Shanghai Auto Show. De productieversie maakte zijn debuut op het Autosalon van Peking in 2014 en is sinds 2015 te koop in China. Het model wordt tussen de Fiesta en de Focus gepositioneerd.
De Chinese Ford Escort is gebaseerd op de sedanversie van de tweede generatie Ford Focus, die in China verkocht werd als de Ford Focus Classic. De wagen wordt aangedreven door een 1,5-liter "Ti-VCT" vier-in-lijn benzinemotor met 113 pk, gekoppeld aan een handgeschakelde vijfversnellingsbak of een zestraps automatische transmissie.

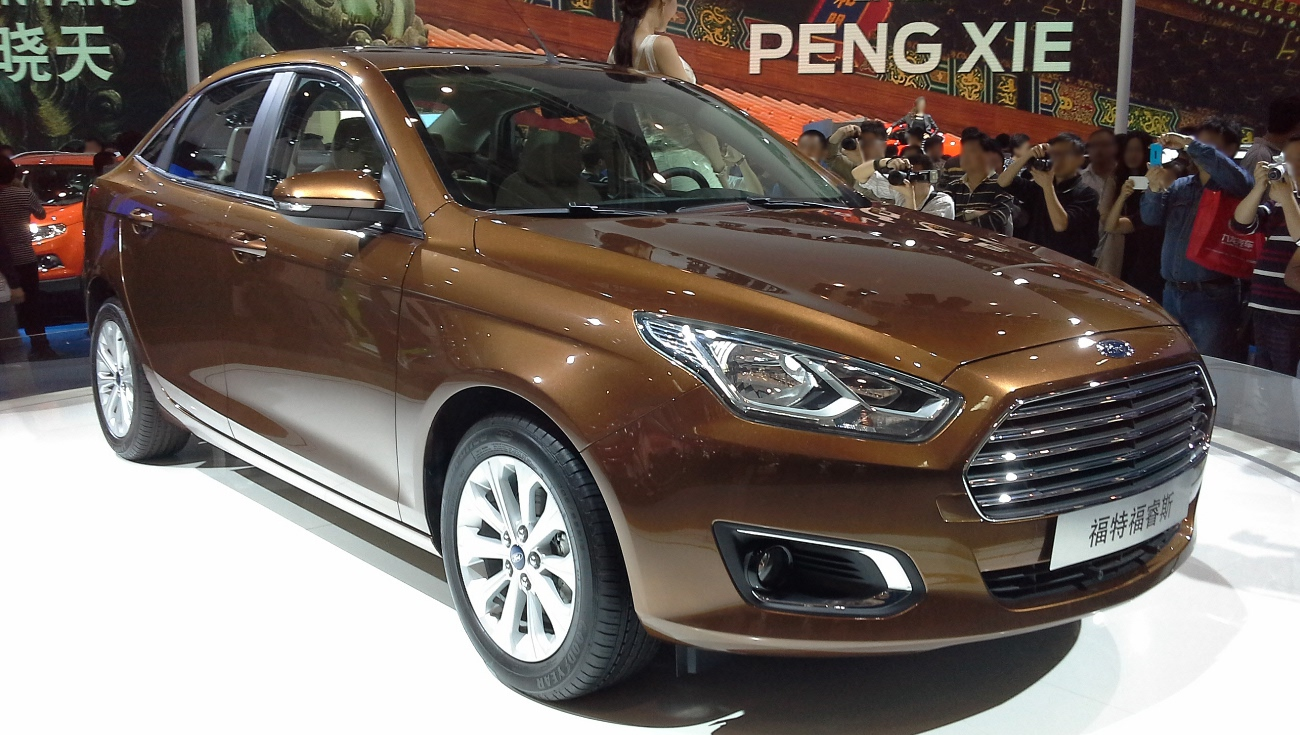
Ford Escort
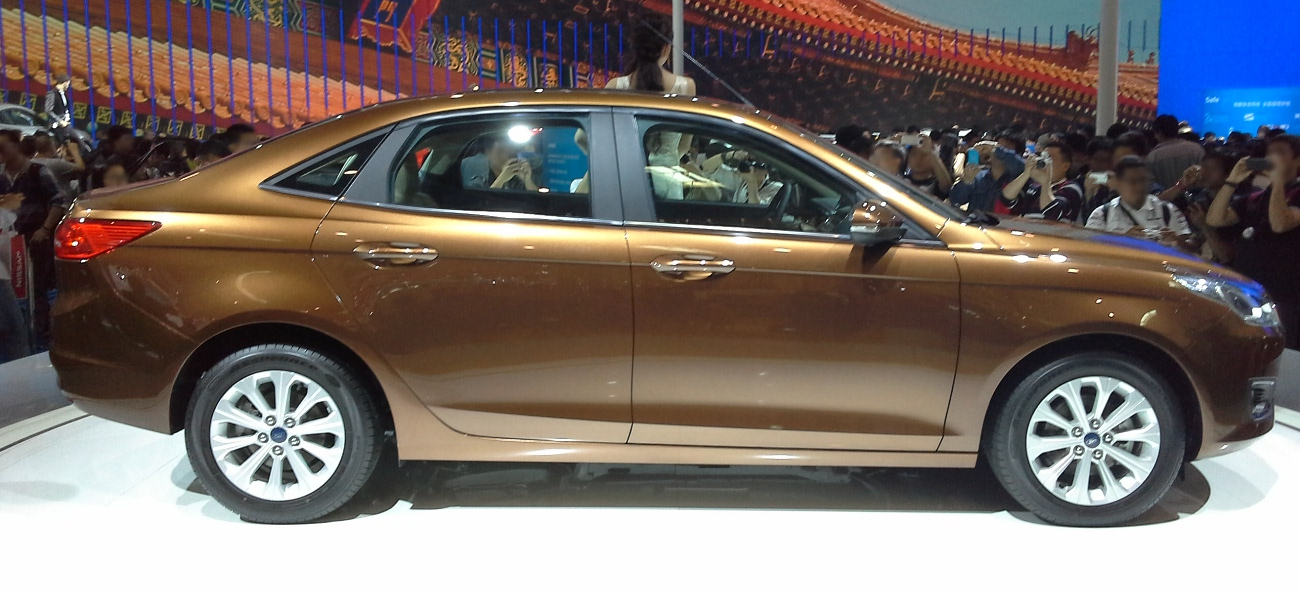
Ford Escort, zijaanzicht
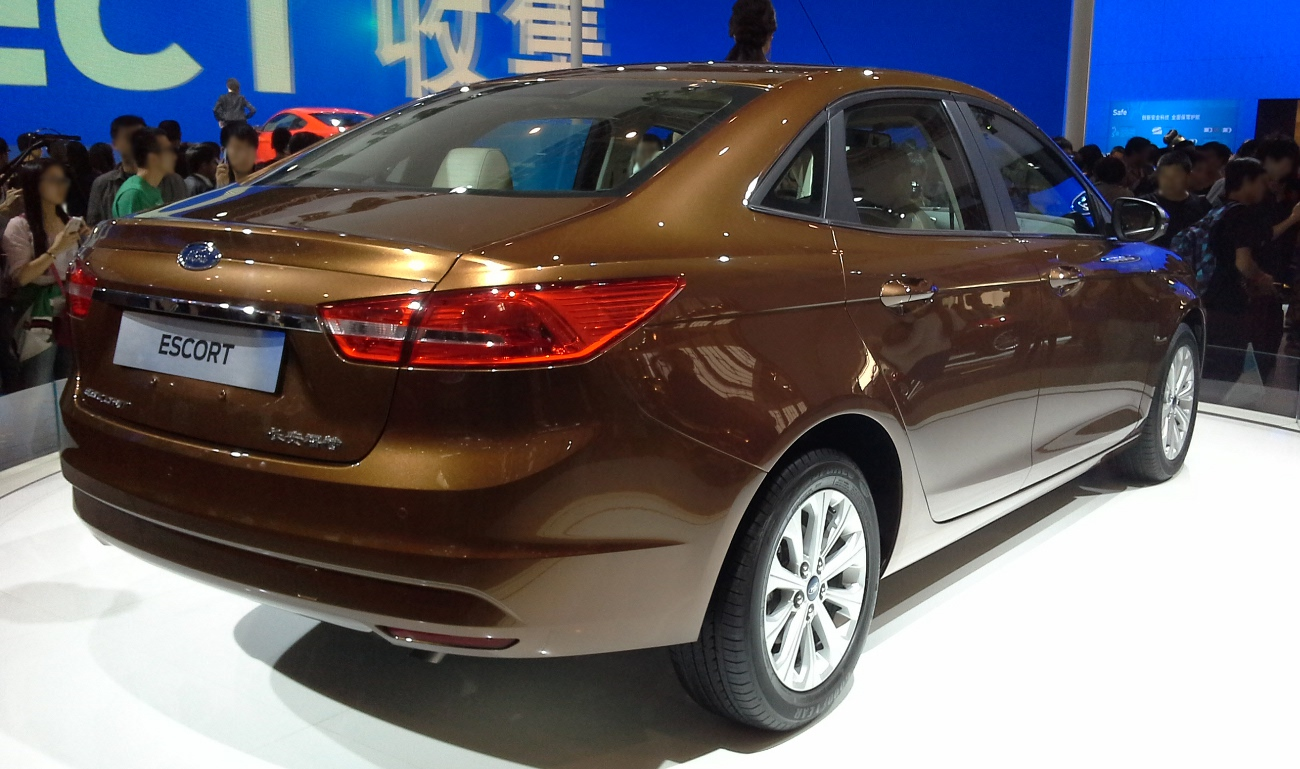
Ford Escort, achteraanzicht

In 2018 kreeg de wagen een facelift met grotere koplampen en vernieuwde achterlichten waardoor de carrosserie meer gelijkenissen vertoonde met de vierde generatie Ford Focus die rond dezelfde tijd uitkwam. De elektronische stabiliteitscontrole was voortaan standaard. Verder kreeg de wagen ook nog een aantal extra functies, waaronder gordijnairbags aan de zijkant, bandenspanningscontrole, elektrisch verstelbare voorzetels met geheugen en automatische koplampen en ruitenwissers. Onder de motorkap ligt een nieuwe 1,5-liter "Ti-VCT" drie-in-lijn benzinemotor met 122 pk, gekoppeld aan een handgeschakelde zesversnellingsbak of een zestraps automatische transmissie. Van 2018 tot 2019 was ook een 1,0-liter "EcoBoost" drie-in-lijn benzinemotor met 128 pk beschikbaar. Deze laatste kon enkel met een automatische transmissie geleverd worden.

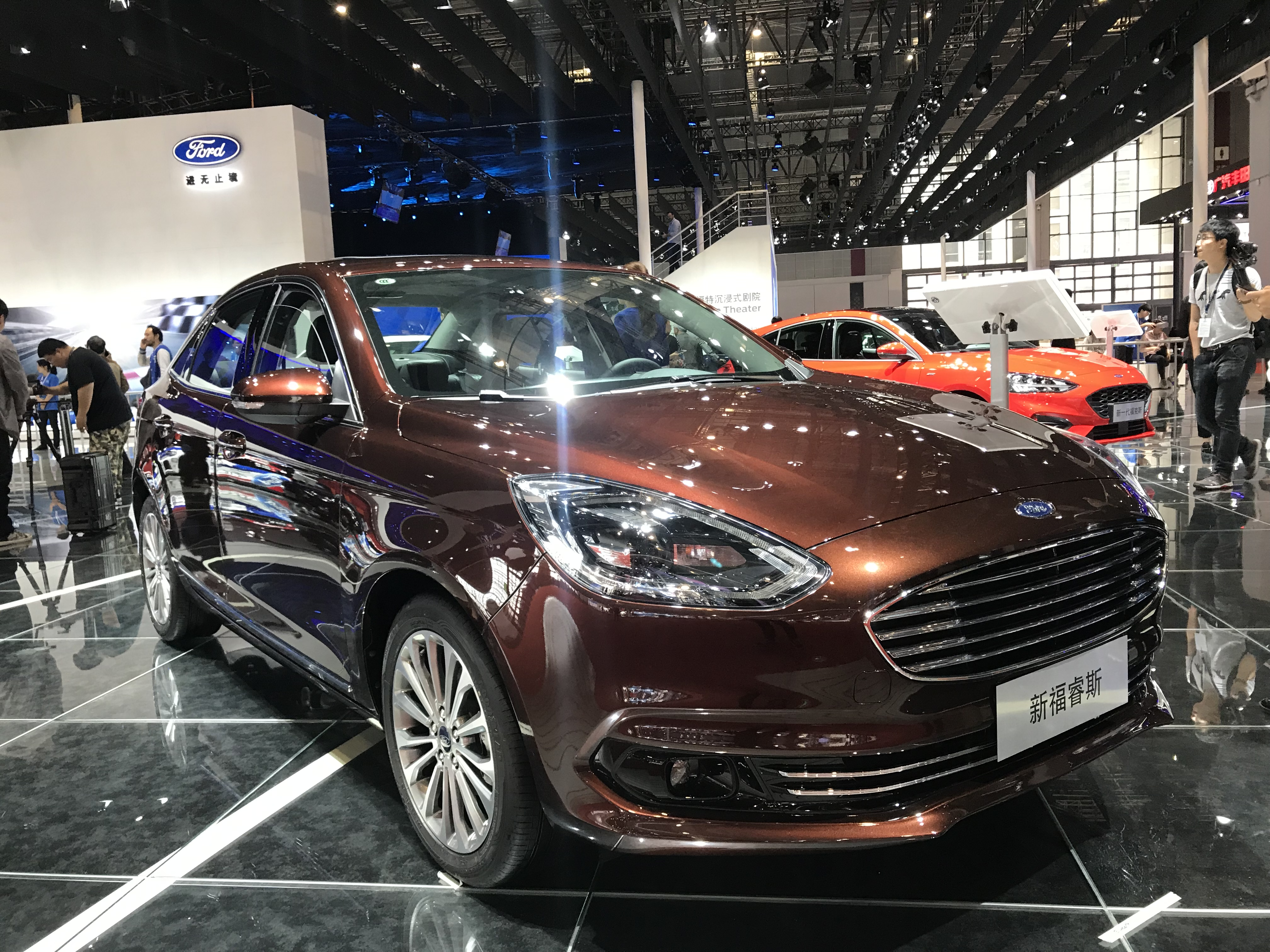
Facelift uit 2018
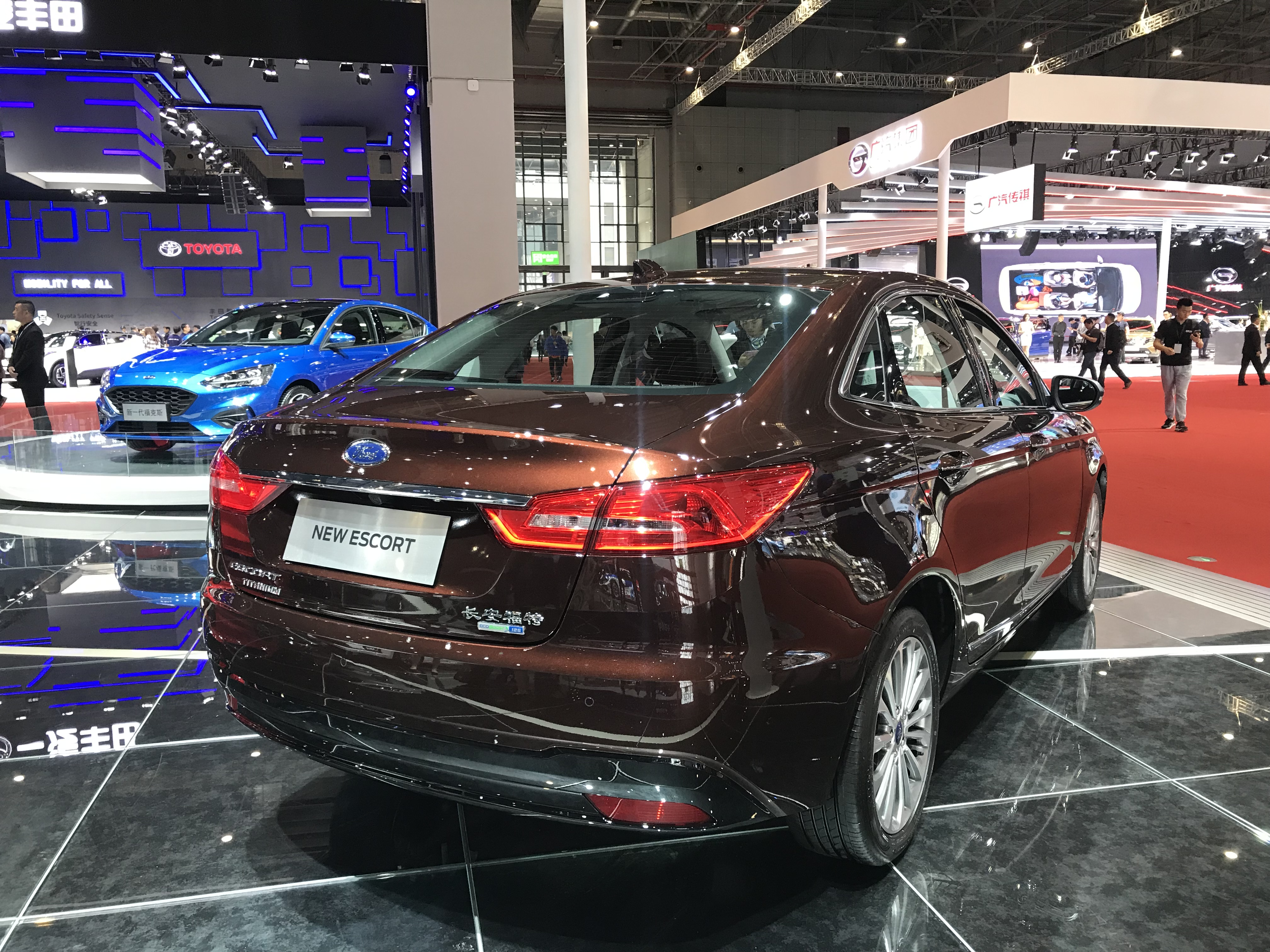
Facelift uit 2018, achteraanzicht

Met de tweede facelift in 2021 kreeg de Escort een vernieuwd interieur met een groter infotainmentscherm en een volledig nieuw ontworpen voor- en achterkant waardoor de wagen 4 cm langer geworden is.

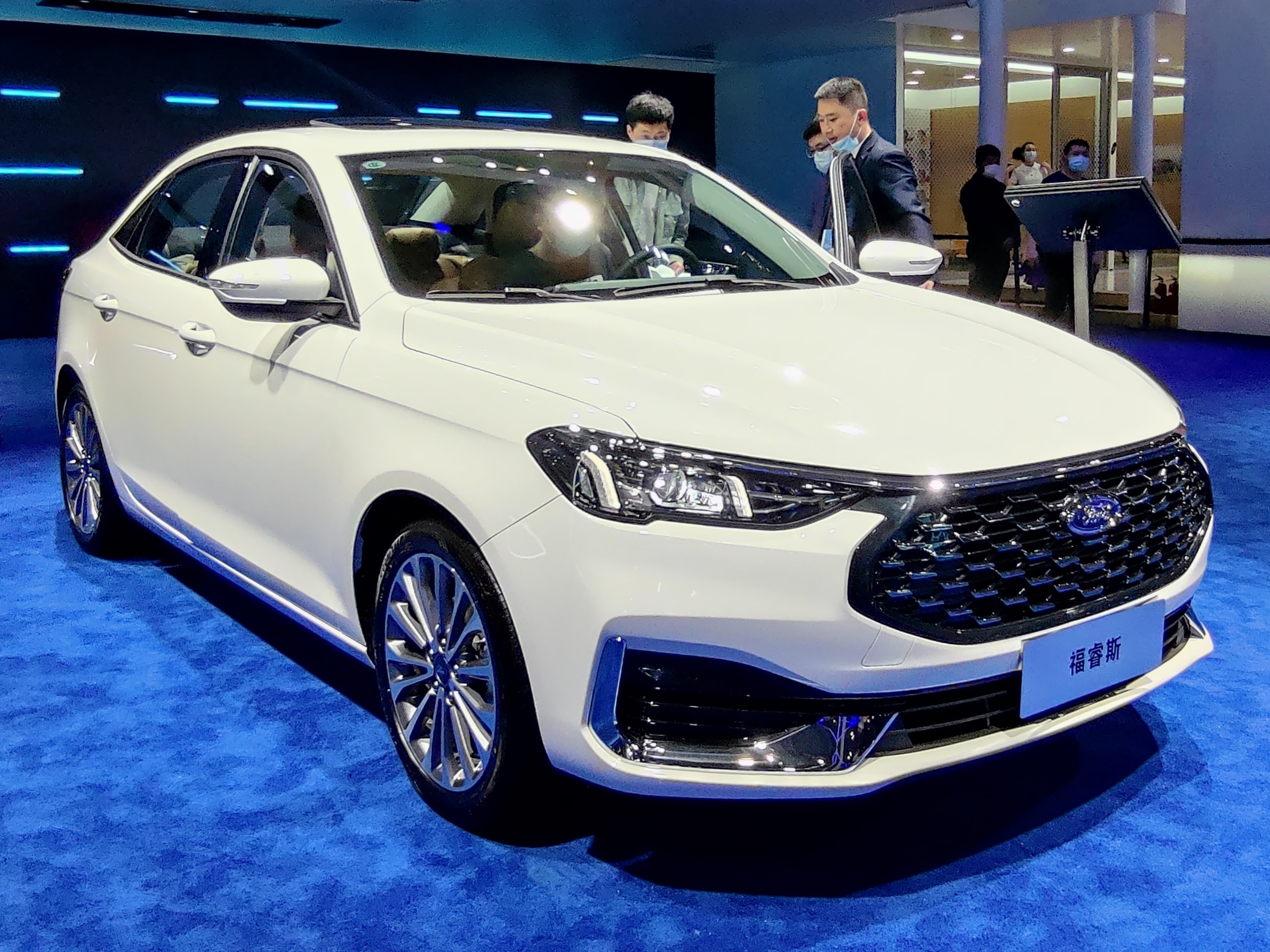
Facelift uit 2021
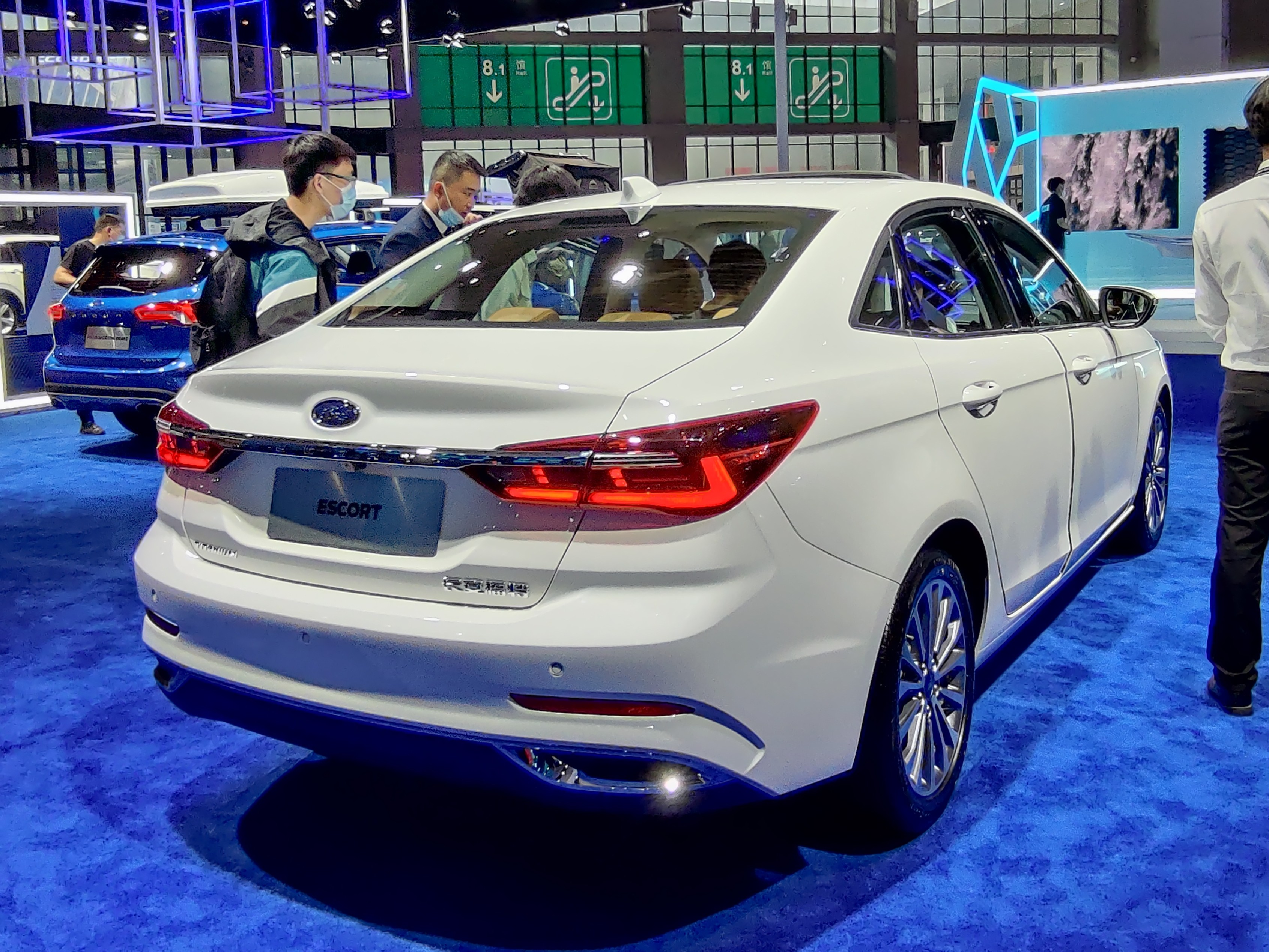
Facelift uit 2021, achteraanzicht